# عادل عباس
عادل عباس (مواليد 1962) لاعب كرة قدم كويتي سابق، وقد كان يلعب مع نادي الكويت، وقد سجل هدف في نهائي كأس الأمير 1979/1980، كما لعب مع منتخب الكويت لكرة القدم.

## بداياته
بدأ اللاعب عادل عباس مشواره مع الفرق السنية بنادي الكويت، حيث إصطحبه شقيقه اللاعب محمد عباس والذي يكبره سنا وكان يلعب بالفريق الاول إلى النادي وتدرج في المراحل السنية حتى الفريق الاول، وبدأ في خط الوسط ثم جاء المدرب الإنجليزي جون كارترايت وطلب منه اللعب في مركز قلب الدفاع بسبب طوله الفارع وقوته الجسمانية وتألق في مركزه الجديد وأطلقت عليه الصحافة لقب «رامبو» تشبيها بصاحب الشخصية السينمائية في تلك الفترة.

## كأس الخليج 1986
مثل عادل عباس المنتخب الوطني في عدة بطولات وبرز في دورة الخليج الثامنة في البحرين عام 1986، ولعب في خط الدفاع إلى جانب نعيم سعد وجمال يعقوب ووليد الجاسم وسجل هدفا في مرمى منتخب السعودية لكرة القدم وانتهت لمصلحة منتخب الكويت لكرة القدم 3-1 والذي حقق لقب البطولة.